# Chapelle de la Porte Romane de Louvain
La chapelle de la Porte Romane (en néerlandais : kapel van de Romaanse Poort) est une chapelle classée située à Louvain dans la province du Brabant flamand, en Belgique.
Faisant partie initialement du couvent des Augustines, puis de l'hôpital Sainte-Élisabeth (Sint-Elisabethgasthuis), elle est intégrée aujourd'hui au centre culturel de Louvain comme lieu de spectacle et conserve un beau portail de style roman.
Le site abrite, outre la chapelle, une des ailes de l'ancien couvent, l'ancienne pharmacie de l'hôpital et son ancienne ferme.

## Localisation
La chapelle de la Porte Romane se dresse en plein centre de Louvain au no 63 de la rue de Bruxelles (Brusselsestraat), à côté de l'hôpital Saint-Pierre, à quelques centaines de mètres à l'ouest de l'hôtel de ville de Louvain et de l'église Saint-Pierre.
Bien que situés aujourd'hui au centre-ville, l'hôpital et sa chapelle se dressaient jadis juste à côté de la première enceinte de Louvain, entre le mur d'enceinte et l'un des bras de la Dyle qui traverse la ville.

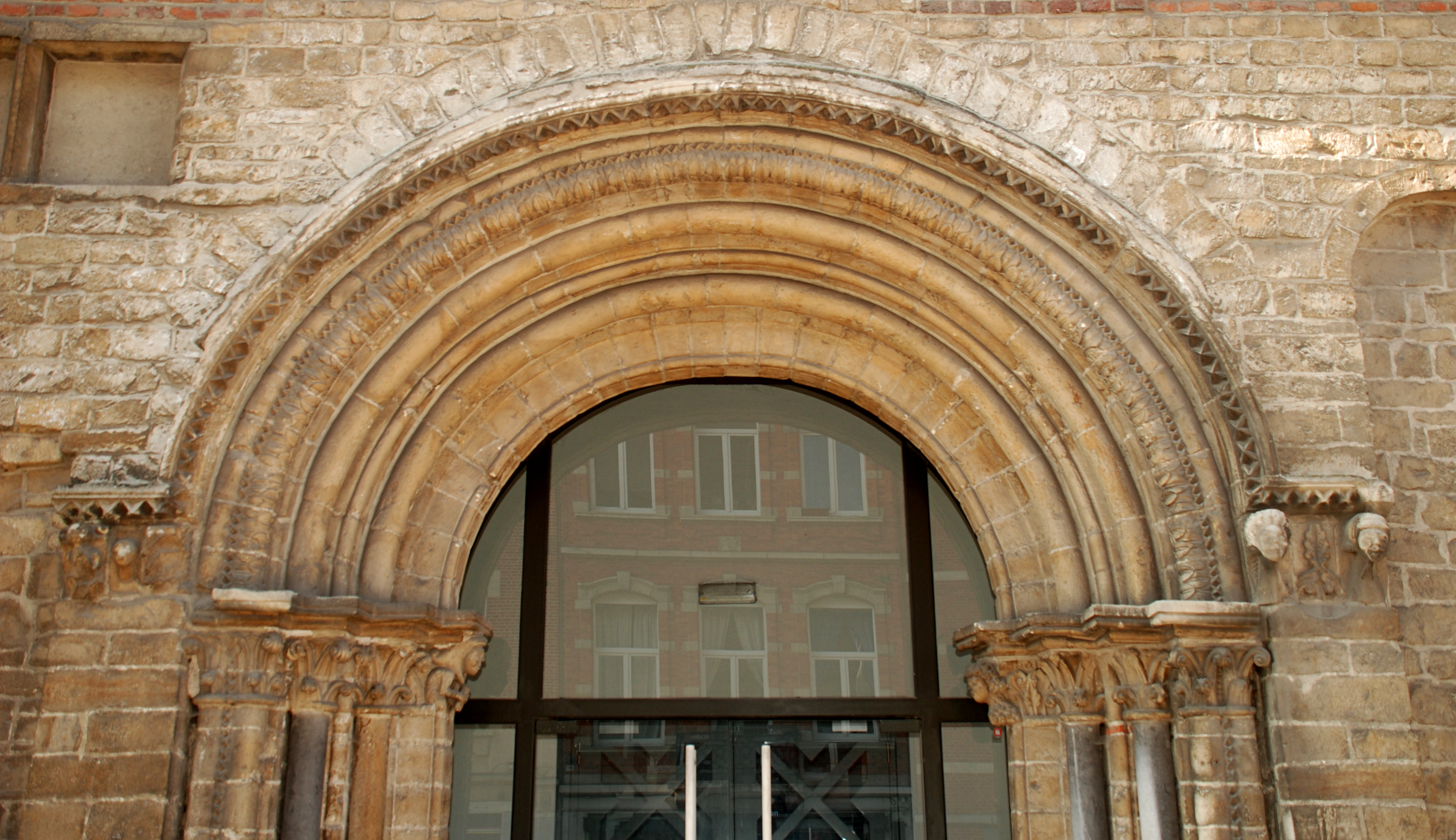
L'arc du portail.

## Historique

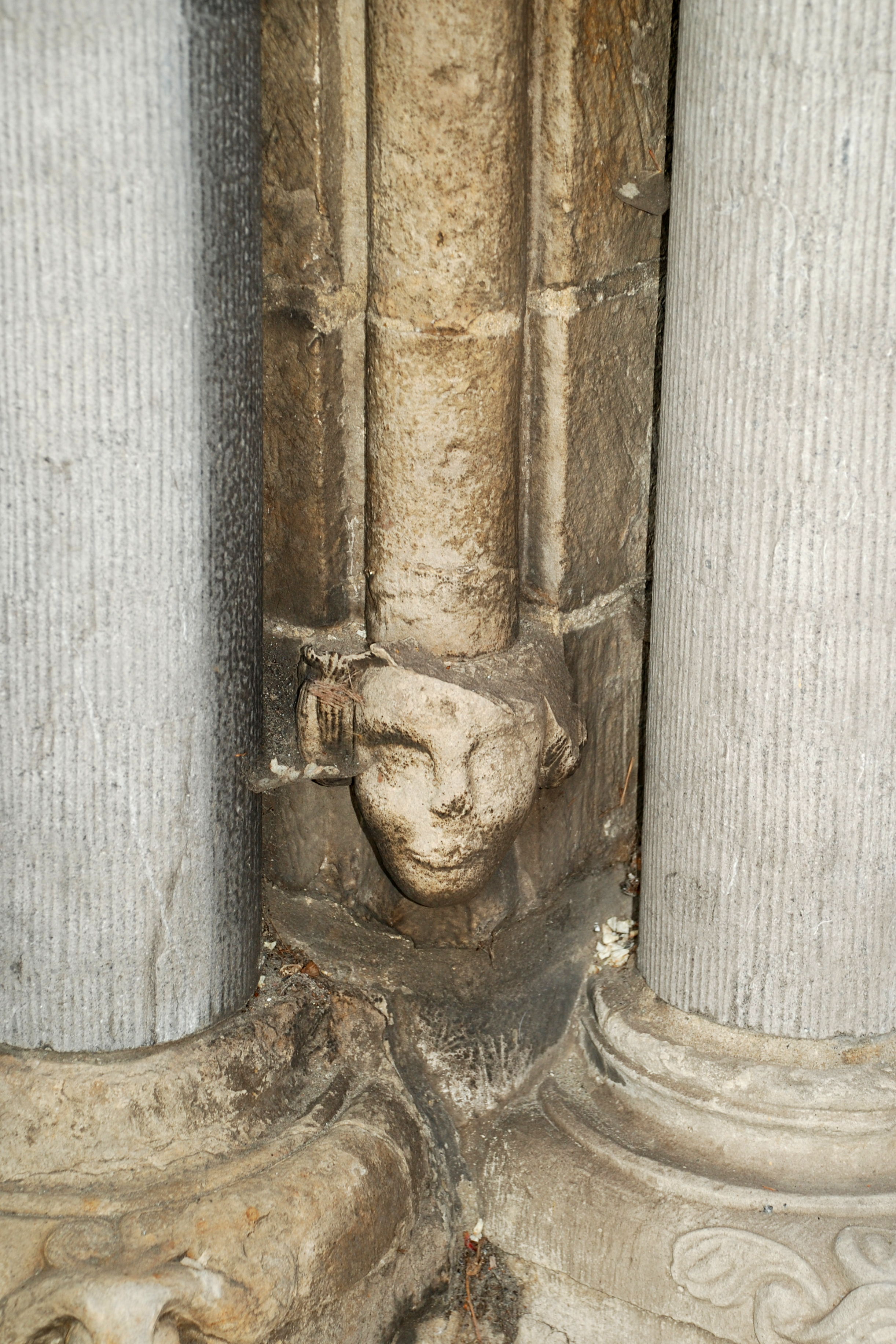
Tête ornant une base de colonnette.

L'hôpital Sainte-Élisabeth est le plus vieil hôpital de Louvain : il est fondé vers 1090 sous le comte Henri III de Louvain sur un terrain situé près de l'église Saint-Jacques mais vers 1220, l'institution déménage vers son emplacement actuel, près du château comtal,.
En 1222, l'évêque de Liège donne son accord à la construction au sein de l'hôpital d'une chapelle, dont la première mention date de 1261.
L'hôpital est endommagé en 1363 par un incendie et connaît ensuite une période de déclin. Il est réorganisé en 1479 et lié à une communauté de religieuses qui suivent la règle de saint Augustin. Au XVIe siècle, des dons permettent de rénover les bâtiments de l'hôpital et de construire une nouvelle chapelle et un nouveau cloître, de style gothique tardif.
Des incendies frappent à nouveau l'hôpital en 1632 et en 1718. En 1790, durant la domination française, la communauté religieuse est supprimée. Une partie des bâtiments de l'hôpital est détruite vers 1830 pour céder la place à un hôpital de style néo-classique, détruit à son tour en partie en 1960 pour être remplacé par l'actuel hôpital Saint-Pierre.
Une restauration de la chapelle et des bâtiments conventuels menée de 1980 à 2000 par l'ingénieur-architecte Daniël Depoorter a été de pair avec leur réaffectation comme centre culturel.

## Classement
La porte romane et les vestiges de l'ancien hôpital et de l'ancien couvent font l'objet d'un classement au titre des monuments historiques depuis le 19 avril 1937 et figurent à l'inventaire du patrimoine immobilier de la Région flamande sous la référence 42152.

## Architecture

### Le portail roman duXIIIesiècle

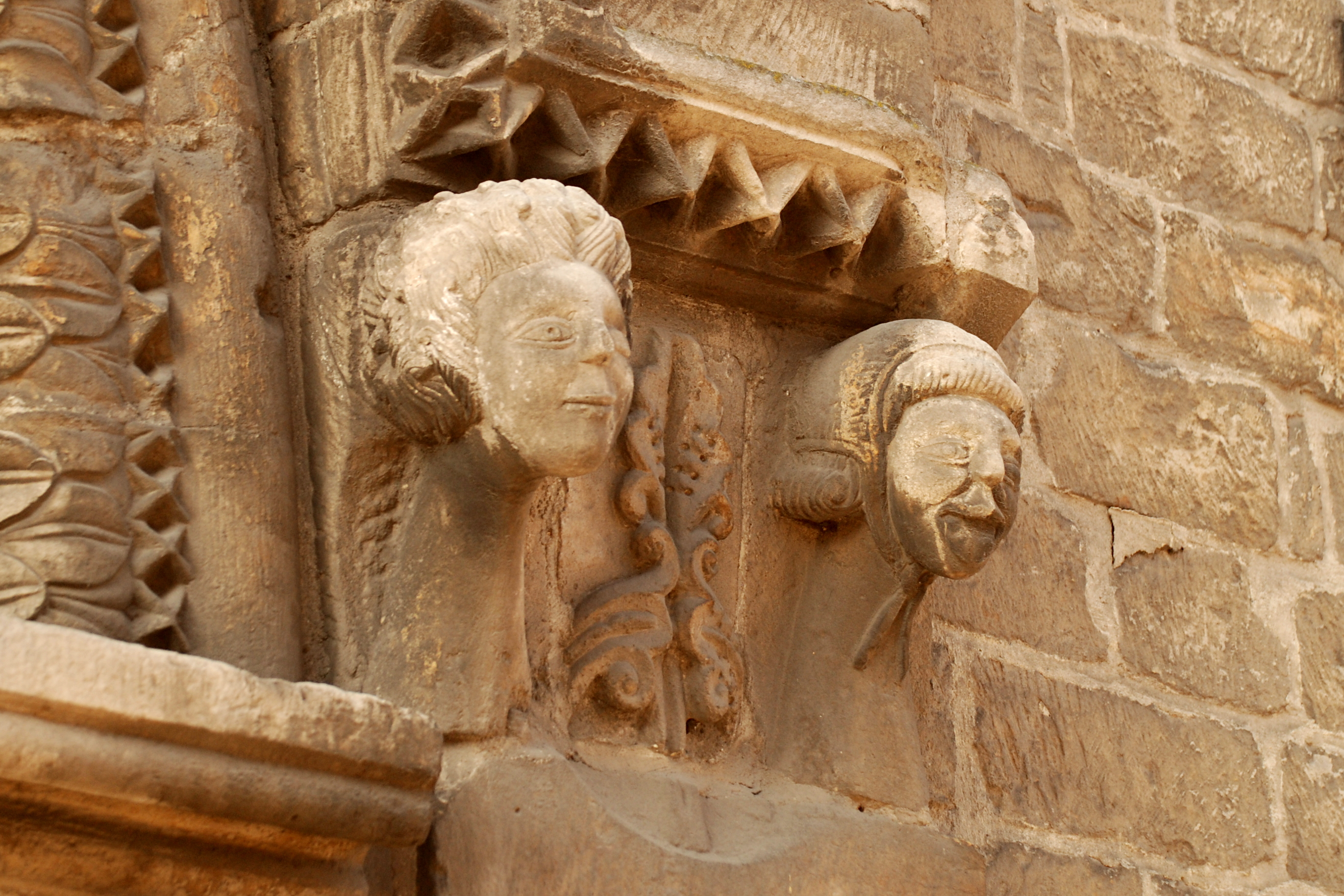
Têtes sculptées à droite du portail.

Il ne subsiste des bâtiments du XIIIe siècle que le portail roman et des vestiges de murs retrouvés sous la chapelle du XVIe siècle.
À droite du portail roman subsistent les vestiges d'un décor de bandes lombardes réduit à une arcade et un début d'arcade.
Ce portail roman est encadré de colonnes dont les chapiteaux ornés de motifs végétaux supportent une archivolte comportant quatre voussures. La voussure interne est non décorée, la deuxième et la troisième sont chacune constituée d'un arc torique (boudin), tandis que la voussure externe est ornée de motifs de feuilles et bordée d'une frise de minuscules pointes de diamant. Le portail est surmonté d'un larmier orné de pointes de diamant plus grandes que celles qui ornent l'extrados de la quatrième voussure.
Des têtes sculptées décorent le portail en plusieurs endroits :
- chacun des pilastres qui soutiennent la voussure interne est surmonté d'une belle tête, juste sous l'imposte, dont à gauche un homme tenant un livre dans les mains ;
- un groupe de deux têtes de chaque côté du portail, sous les pointes de diamant qui terminent latéralement le larmier ;
- une petite tête de part et d'autre, au ras du sol, à la base des colonnettes qui s'intercalent entre les colonnes.

|  |  |  |  |  |

### La chapelle gothique duXVIesiècle

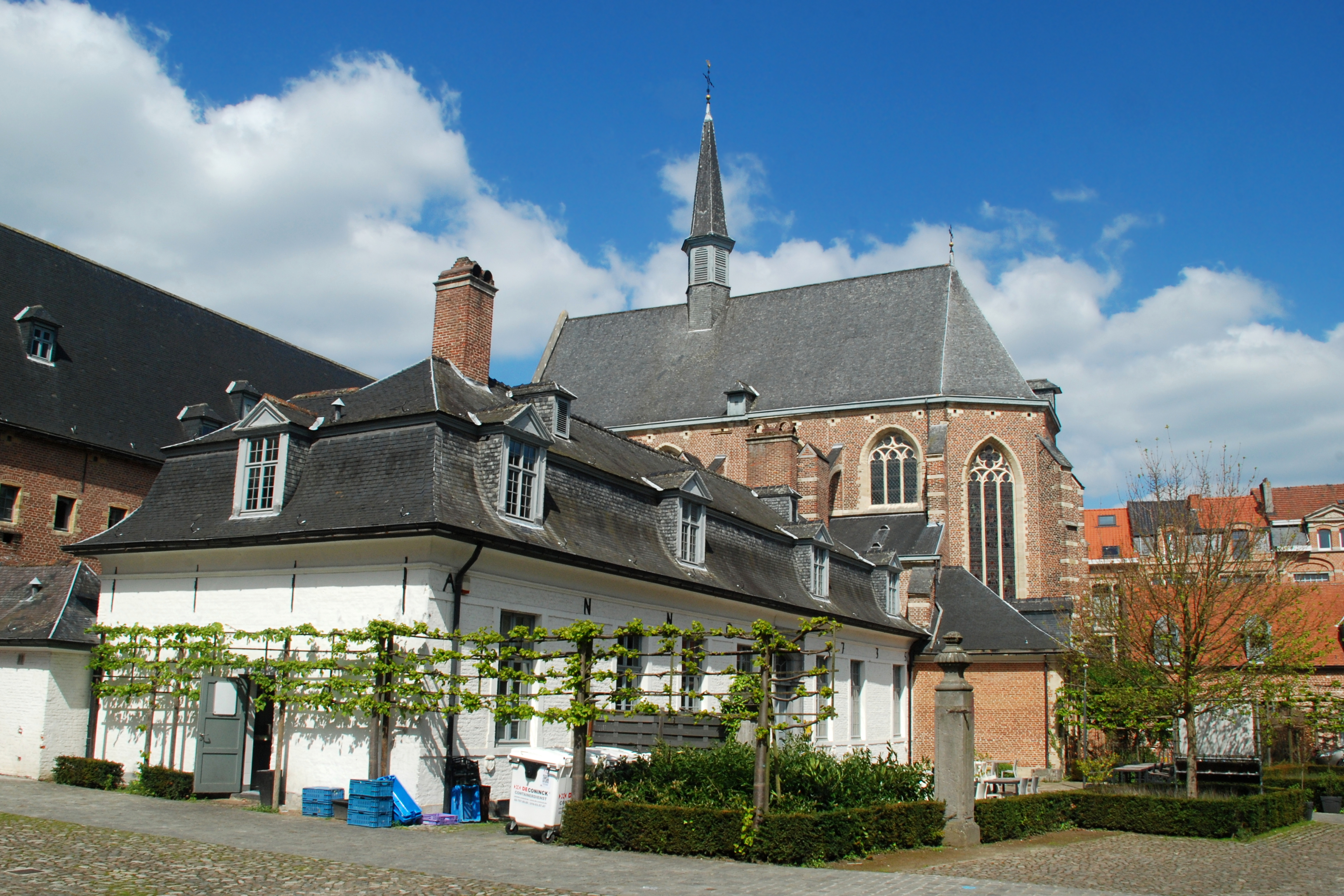
L'ancienne pharmacie de l'hôpital Sainte-Élisabeth et la chapelle.

À gauche du portail se dresse la chapelle de style gothique tardif, édifiée au XVIe siècle en briques et en pierre calcaire.
Cette chapelle compte trois nefs de trois travées. Chaque travée est percée d'une fenêtre ogivale à encadrement et remplage en pierre calcaire au niveau du collatéral et d'une autre fenêtre semblable dans la partie supérieure des murs de la nef centrale.
Les murs sont soutenus par de puissants contreforts et percés de trous de boulin en croisette sous les corniches.
À l'est, la chapelle présente un chevet à trois pans que l'on peut admirer depuis une cour. Chacun des pans est percé d'une haute fenêtre à remplages, mais la fenêtre axiale est maçonnée presque jusque sous le remplage.
La chapelle est couverte d'une toiture d'ardoises sommée d'un clocheton à abat-son et à flèche octogonale.
|  |  |  |  |  |

### L'ancienne pharmacie et l'ancienne ferme
Le portail roman donne en fait accès, non à la chapelle gothique, mais à un bâtiment du XVIIIe siècle situé à l'ouest de la chapelle et prolongé au sud par la dernière des quatre ailes qui subsiste de l'ancien couvent.
À l'est de cette aile (donc au sud de la chapelle) se dresse un bâtiment daté de 1735 par ses ancres de façade, qui abritait l'ancienne pharmacie de l'hôpital Sainte-Élisabeth, sa distillerie ainsi que les bureaux de la mère supérieure du couvent. Ce bâtiment d'un seul niveau, édifié en briques peintes en blanc, est large de huit travées et est surmonté d'un toit d'ardoises percé de lucarnes. Il est aujourd'hui transformé en restaurant.

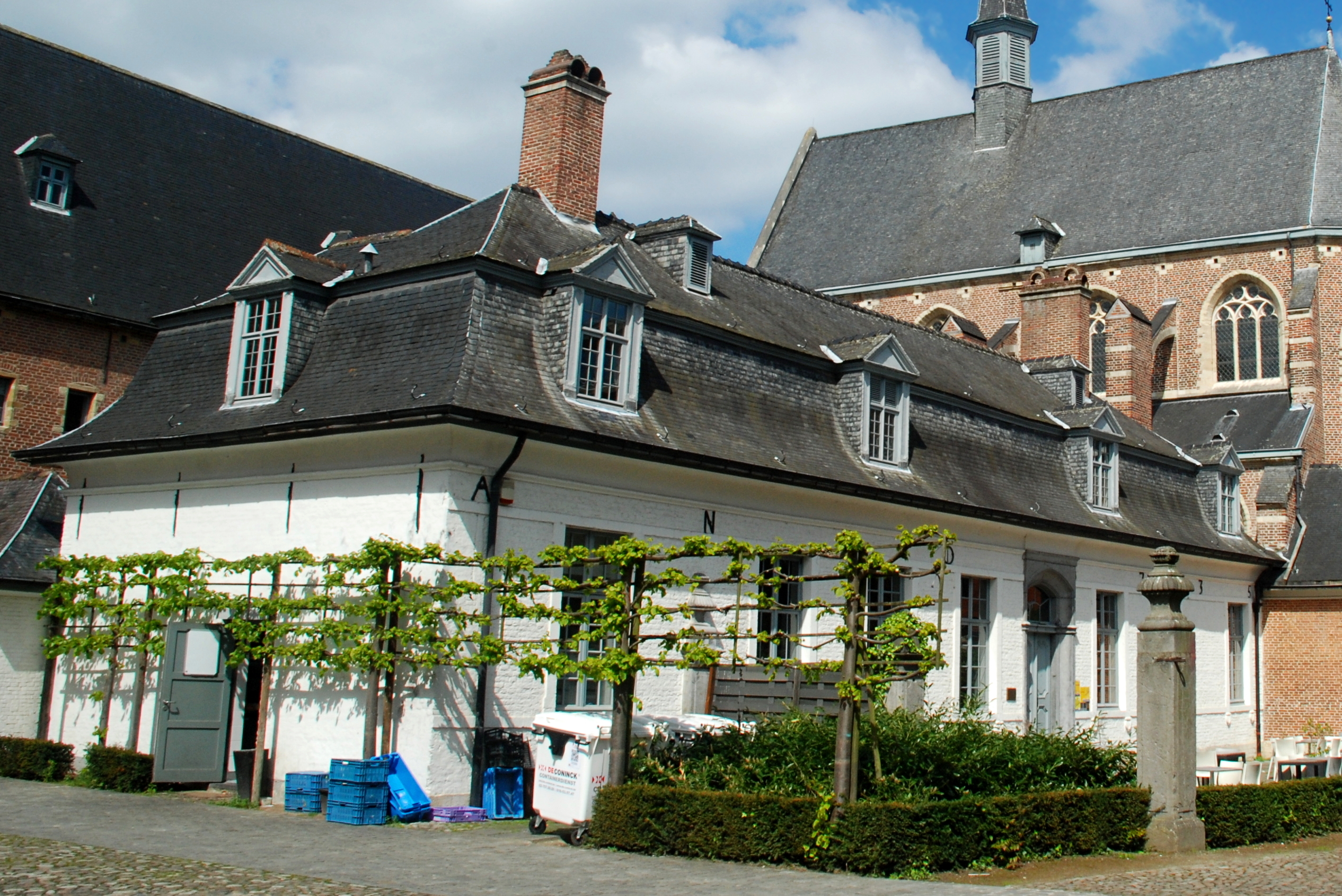
Ancienne pharmacie de l'hôpital.

Autour de cette pharmacie sont disposés les bâtiments de l'ancienne ferme de l'hôpital et du couvent Sainte-Élisabeth. Le portail situé rue de Bruxelles donne accès à une cour pavée autour de laquelle on trouve la remise à voitures du XVIIe siècle au sud (wagenhuis), la grange au sud-est (graanschuur) et différents bâtiments datant du XVIe siècle et modifiés ultérieurement à l'est.